# Berlin-Gatow
Gatow ([ˈgaːtoː] ⓘ) ist ein Berliner Ortsteil im Süden des Bezirks Spandau. Gatow ist mit 3530 Einwohnern (Stand: 31. Dezember 2024) einer der am geringsten bevölkerten Ortsteile Berlins.

## Geographie
Gatow grenzt im Süden an Kladow, im Norden an die Wilhelmstadt, im Osten verläuft die Havel und im Westen die Stadtgrenze von Berlin, die Gatow von den angrenzenden Gemeinden Potsdam (Ortsteil Groß Glienicke) und Dallgow-Döberitz (Ortsteil Seeburg) trennt. Geologisch liegt Gatow auf den Ausläufern der glazial geprägten Nauener Platte zur Havelniederung.
Gatow wird auch als „Dorf in der Großstadt“ beschrieben. So gibt es viele Einfamilienhäuser mit Gärten und nur wenige Mehrfamilienwohnhäuser.

## Geschichte
Wahrscheinlich kurz nach 1200 gründeten deutsche Siedler das Straßendorf Gatow. Archäologisch konnte bisher keine slawische Vorbesiedlung festgestellt werden. Das Dorf wird urkundlich fassbar 1258 durch dortige Hebungen des Klosters Spandau. Als urkundliche Ersterwähnung gilt das Jahr 1272: Gatho. Im Landbuch Karls IV. (1375) ist Gatow / Gotow / Gothow mit 50 Hufen verzeichnet, davon vier Pfarrhufen; es wohnten dort vier Kossäten. Im Jahr 1450 wird ein Krug erwähnt; die Kossätenstellen liegen wüst. Seit 1590 wird ein Schulze erwähnt, mit einem Hof von sechs Lehnhufen, der sich im 17. Jahrhundert zum Rittergut wandelte. Die 1375 durch die Pfarrhufe fassbare Dorfkirche (Ortsmitte, westliche Straßenseite, mit Friedhof) war zunächst Mutterkirche, später des Öfteren nur Filialkirche von Nachbardörfern. Die Dorfherrschaft lag von 1258 bis 1558 beim Kloster Spandau, nach dessen vollzogener Reformation beim Amt Spandau (bis 1872).
Im Jahr 1920 wurde Gatow aus dem Landkreis Osthavelland nach Groß-Berlin in den Bezirk Spandau eingemeindet. Vor 1930 bestanden im Ort vier landwirtschaftliche Betriebe, von 29 bis 221 Hektar. Die größte Fläche mit 400 Hektar, an eine Adelsfamilie von Brandis verpachtet, gehörten der Berliner Stadtgüter GmbH, welche zudem mehrere Rittergüter am Rand von Berlin betreute.
Gatow gehörte von 1945 bis zum Mauerfall zum britischen Sektor von West-Berlin. Die britische Besatzungsmacht betrieb dort den 1935 errichteten Flugplatz Gatow als Militärflugplatz. Um dessen Gleichwertigkeit mit den Flughäfen Tegel (französischer Sektor) und Tempelhof (amerikanischer Sektor) zu betonen, achteten die Briten darauf, dass Königin Elisabeth II. in Gatow landete und wieder startete, wenn sie West-Berlin besuchte. Am 30. Juni 1994 wurde der Flugbetrieb eingestellt. 1969 wurde auch ein Golfplatz angelegt und The British Golf Club Gatow gegründet.

## Bevölkerung
| Jahr | Einwohner |
| ---- | --------- |
| 1858 | 381       |
| 1871 | 399       |
| 1880 | 440       |
| 1890 | 565       |
| 1900 | 590       |
| 1910 | 735       |
| 1919 | 610       |

| Jahr | Einwohner |
| ---- | --------- |
| 1930 | 0841      |
| 1938 | 1929      |
| 1946 | 2747      |
| 1950 | 2619      |
| 1960 | 2383      |
| 1970 | 2492      |
| 1987 | 3826      |
| 2000 | 4837      |

| Jahr | Einwohner |
| ---- | --------- |
| 2007 | 3919      |
| 2010 | 3745      |
| 2015 | 4086      |
| 2020 | 3469      |
| 2021 | 3520      |
| 2022 | 3603      |
| 2023 | 3561      |
| 2024 | 3530      |

## Sehenswürdigkeiten

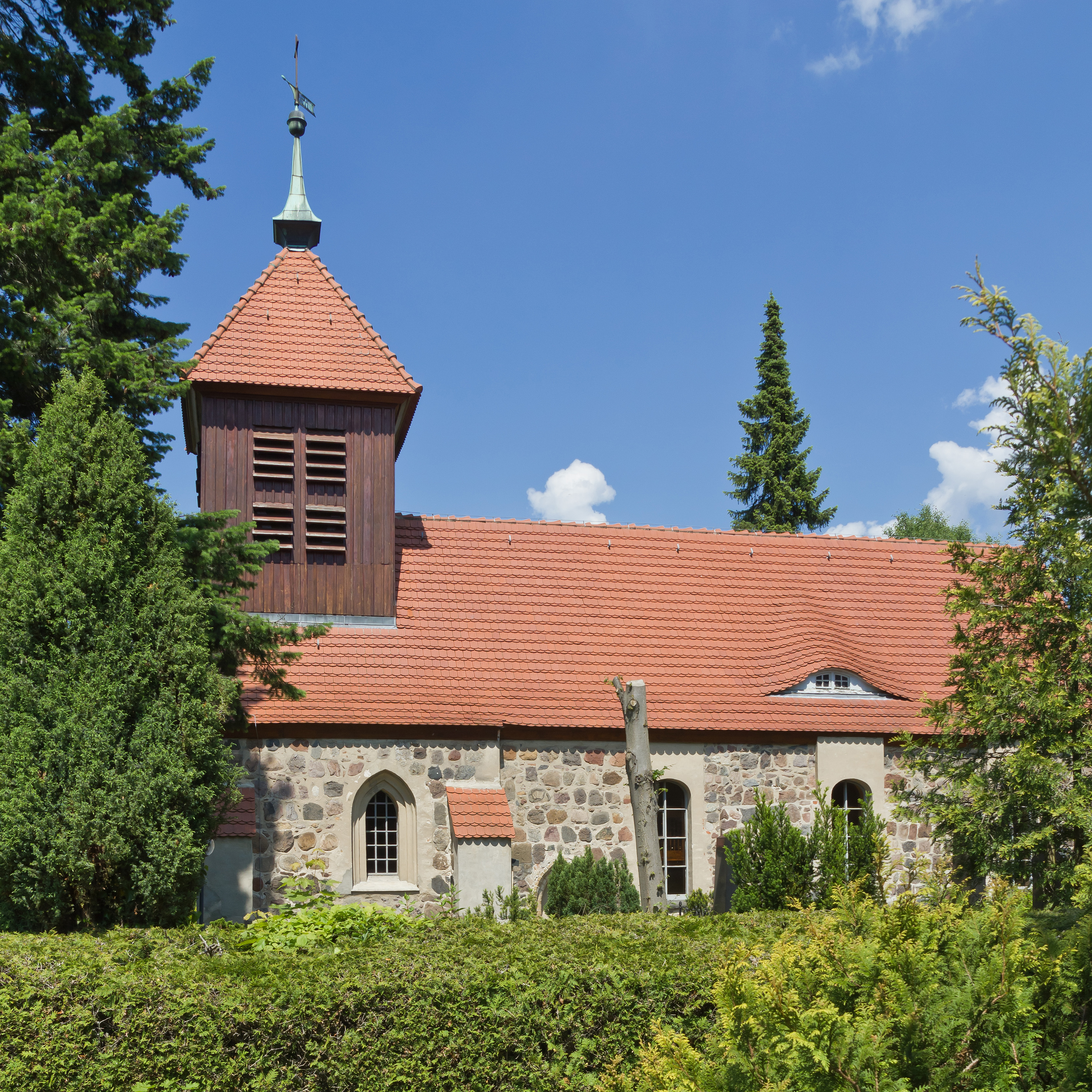
Dorfkirche Gatow

### Dorfkirche Gatow
Der Feldsteinkern der Dorfkirche wurde zu Beginn des 14. Jahrhunderts erbaut. Damit ist sie das älteste noch erhaltene Bauwerk in Gatow und hat den Status eines Baudenkmals. Zunächst entstand eine Feldsteinkirche. Über die Jahrhunderte wurde die Kirche immer wieder erweitert. Die letzten großen Restaurierungen erfuhr die Kirche in den Jahren 1935 (Fertigstellung am 22. Dezember 1935) und 1953. Im Inneren hängt über dem Altar ein auf Holz gemaltes Gemälde: die um 1495 entstandene Beweinung Christi, die der Werkstatt des Nürnberger Malers Michael Wolgemut zugeordnet wird.

### Villa Lemm

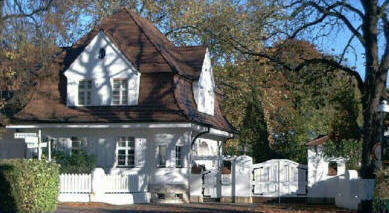
Villa Lemm, Bedienstetenhaus

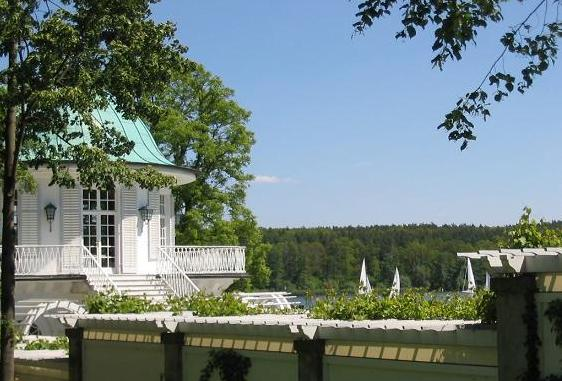
Villa Lemm, Garten

Die Villa Lemm liegt am Rothenbücher Weg 2–4 direkt an der Havel. Das Anwesen hat eine Größe von rund 24.000 m². In den Jahren 1907 und 1908 ließ sich der Schuhputzmittelfabrikant Otto Lemm die Villa von dem Berliner Architekten Max Werner erbauen, 1913 wurde die Gartenanlage erweitert. Die Villa entspricht dabei dem Stil englischer Landhäuser, der Terrassengarten dagegen ist im italienischen Stil gestaltet. Von 1945 bis 1990 wurde die Villa vom britischen Stadtkommandanten bewohnt, der hier jährlich am Geburtstag von Königin Elisabeth II. ein großes Fest veranstaltete.
Nach der deutschen Wiedervereinigung ging die Villa Lemm in den Besitz des Landes Berlin über. Zu dieser Zeit wurde der Garten unter Denkmalschutz gestellt. Das Grundstück stand zeitweise als Residenz des Bundeskanzlers zur Diskussion. Die Villa Lemm wurde 1995 von dem Unternehmer und Kunstsammler Hartwig Piepenbrock gekauft und saniert. Insbesondere der Garten wurde wieder in seine ursprüngliche Form gebracht. Das Gelände ist für die Öffentlichkeit nicht zugänglich.

### Landschaftsfriedhof Gatow
Der Landschaftsfriedhof Gatow wurde 1982 eröffnet. Auf ihm befindet sich seit 1988 ein islamisches Grabfeld, auf dem die Grabstellen in Richtung Mekka ausgerichtet sind. Seit 1994 können auch Verstorbene des griechisch-orthodoxen Glaubens in einem weiteren abgetrennten Teil bestattet werden.

### Weitere Örtlichkeiten

#### Badewiese

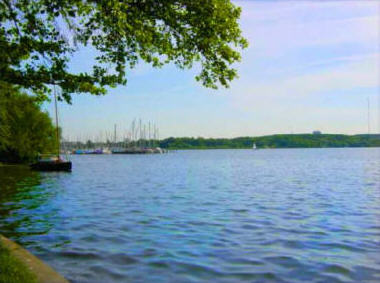
Die Havel an der Badewiese neben der Villa Lemm

Gatow hat drei Havelbadewiesen. Die beiden bekanntesten sind die Große Badewiese in Höhe der Ortslage Hohengatow gegenüber vom Grunewaldturm und die Kleine Badewiese in der Nähe des alten Gatower Dorfkerns. Eine weitere kleinere Badewiese befindet sich neben der Villa Lemm (in Richtung Heerstraße). Die Einheimischen nennen diese idyllische Badestelle an der Villa Lemm „Uferpromenade“ oder „Appelwiese“. Die Jugend Gatows nennt sie auch „Obstwiese“, weil hier mitunter Obst in Form von Alkohol konsumiert wird. In den 1970er Jahren war dort ein Bauwagen des DRK aufgestellt, um bei kleineren Badeunfällen Erste Hilfe zu leisten. Nach dem Mauerfall verlor Gatow aber als Badeort für die Berliner zunehmend an Bedeutung, die DLRG zog sich von der Appelwiese zurück. Gatow und Kladow waren – vor dem Mauerfall – neben dem Wannsee die Badestellen in Berlin.

#### Rieselfelder Gatow
Die teilweise auch im Ortsteil Wilhelmstadt liegenden Rieselfelder sind ein Relikt aus den früheren Zeiten der Abwasserentsorgung. Früher wurden hier die Abwässer aus einem größeren Teil von (West-)Berlin im Sandboden versickert. Obwohl die Schlämme abgeschöpft wurden, ist der Boden bis heute mit unzähligen Rückständen verseucht. Seit vielen Jahren sind die Rieselfelder außer Betrieb und haben sich zu einer Heidelandschaft entwickelt (Landschaftsschutzgebiet). Die Berliner Wasserbetriebe führten bis 2010 Elutionsstudien durch, in denen untersucht wurde, inwieweit Schwermetalle aus dem Boden herausgewaschen werden und sich der Boden erholt. Zu diesem Zweck wurden fertiggeklärte Abwässer des Klärwerks Ruhleben versickert.

#### Groß Glienicker See
Gatow grenzte entlang der Potsdamer Chaussee an die DDR. Verbliebene Teile der ehemaligen Grenzanlagen im Originalzustand befinden sich im Ortsteil Kladow am nördlichen Ende des Groß Glienicker Sees (am Ende der Gutsstraße ist ein kleines Segment der Berliner Mauer noch vorhanden), an dem ein Fuß- und Fahrradweg Groß Glienicke mit Kladow verbindet und die ehemalige Grenze überquert.

#### Naturschutzgebiet Windmühlenberg
Das Naturschutzgebiet Windmühlenberg mit dem gefährdeten und in Berlin inzwischen seltenen Vegetationstyp der Sand-Trockenrasenflora. Die in den Jahren 2007–2008 erbaute Bockwindmühle an der Buchwaldzeile wurde 2008 vom damaligen Spandauer Bürgermeister Konrad Birkholz und dem Regierenden Bürgermeister Klaus Wowereit feierlich eingeweiht.

#### Flugplatz Gatow

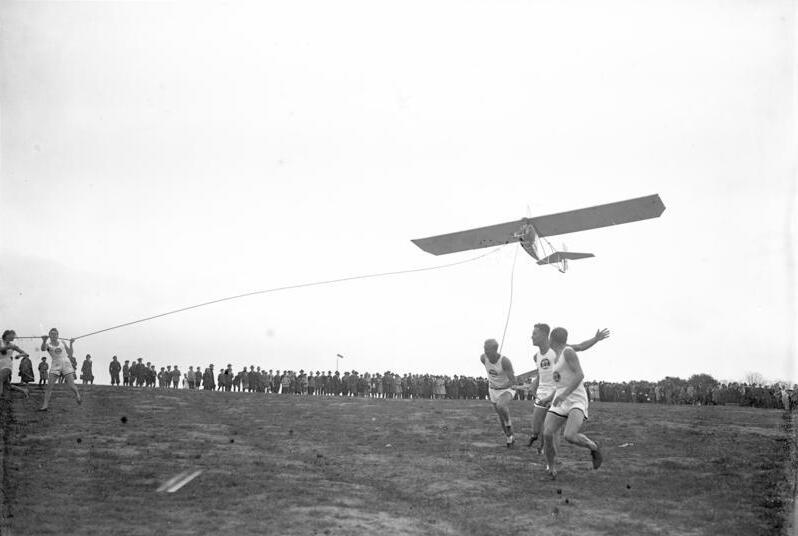
Gatower Berge: Studenten beim Segelfliegen, 1931

Der ehemalige Flugplatz Gatow liegt vollständig im benachbarten Ortsteil Kladow. Auf ihm befindet sich das Militärhistorische Museum Flugplatz Berlin-Gatow.

## Infrastruktur

### Verkehr
Wichtigster Straßenzug ist der Straßenzug Alt-Gatow – Kladower Damm. Zudem tangiert die Bundesstraße 2 zwischen Berlin-Spandau und Groß Glienicke den Ortsteil im Nordwesten.
Gatow ist mit drei Buslinien der BVG (Linie 134, 135, N34) und einer des ViP (Linie 638) an das Spandauer Zentrum und an Kladow beziehungsweise Potsdam angebunden. Die Linie X34 verbindet Gatow ebenfalls mit Kladow und der City West. Außerdem verkehrt die Linie 334 als RufBus. Sie verbindet Alt-Gatow mit Hohengatow und der Siedlung Habichtswald.

### Bildung
In Gatow gibt es eine Grundschule, die Grundschule am Windmühlenberg.

### Organisationen und Vereine
- Freiwillige Feuerwehr: Von den ehrenamtlichen Mitgliedern der am 9. Januar 1909 gegründeten Freiwilligen Feuerwehr Gatow wird der Notfallrettungsdienst sowie die technische Hilfeleistung und Brandbekämpfung im Rahmen der Aufgaben der Berliner Feuerwehr in Gatow und in den benachbarten Ortsteilen Kladow, Staaken und Wilhelmstadt sichergestellt.
- Förderverein Historisches Gatow im Museumsdorf Gatow e. V.

### Sport
- Sportclub Gatow 1931 (Fußball)
- Ruderverein Collegia 1895
- Paddel-Club Wiking
- Deutscher Segler-Club
- Motor-Yacht-Club Preußen
- Standort Gatow von Pro Sport Berlin 24 (Tennis, Segeln, Rudern)
- Tennisclub Hohengatow

## Persönlichkeiten
- Otto Lemm (1867–1920), Unternehmer, lebte in Gatow in der Villa Lemm
- Erich Carow (1894–1956), Komiker, lebte in Gatow
- Emmy Zehden (1900–1944), versteckte in der NS-Zeit Kriegsdienstverweigerer in ihrer Laube in Gatow
- Gerhard Scheibe (1939–2011), Bildhauer und Zeichner, lebte in Gatow
- Ulli Zelle (* 1951), Fernsehmoderator, lebt in Gatow
- Harald Potempa (* 1963), Offizier der Bundeswehr, Leiter des Luftwaffenmuseums Gatow